# Андрій Ніфьодов
Андрій Ніфьодов (рос. Андре́й Нифёдов, Андре́й Ю́рьевич На́рцев, справжнє ім'я — Андрій Ю́рійович На́рцев; нар. 23 листопада 1984 року, Гатчина, РСФСР, СРСР) — російський відеоблогер. Першу популярність отримав завдяки шоу «Нінель пофіг» і «ШБ» («Школа Бе» з 2015 по 2017 р.) на YouTube. Найкращий відеоблогер року за версією Медіа премії Рунета 2013 року.

## Біографія
Народився 23 листопада 1984 року в Гатчині.  Після школи почав вчитися в Санкт-Петербурзькому видавничо-поліграфічному технікумі.  У 2005—2007 роках служив в армії, до початку кар'єри працював програмістом верстатів на заводі.

## Творчість
2 листопада 2007 року було створено перший канал Ніфьодова на YouTube під назвою subwayminder. Перші відеоролики були за програмами FL Studio й Adobe Audition в навчальному форматі.
11 липня 2011 року було створено канал NinelChan, форматом якого стало шоу «Нінель пофіг» в анімаційному форматі аніме. Шоу спочатку було пародією на популярні проєкти оглядачів відеороликів того часу — +100500 і This is Хороше, проте пізніше перекваліфіковувалося в повноцінне шоу. Головного персонажа, ведучу блогу, звуть Нінель Акімова. Через деякий час проєкт був покинутий, а 3 листопада 2015 року на каналі з'явився анонс його відродження на новому каналі під «Нінель». Станом на початок 2019 року останні відео на каналі різняться з форматом відеоогляди, а останні відео в цьому форматі виходили декілька років тому.
19 лютого 2012 року було створено канал OmskoeTV, назва якого було відсиланням до популярного в той час мему з омським птахом (мем також відомий в мережі як Winged Doom). Першим форматом каналу стало шоу, в якому Андрій ставив різні питання перехожим на вулиці. Пізніше запустив шоу «Школоблогери» (офіційне скорочення — «ШБ»), суттю якого були огляди на низькоякісні відеоролики підлітків, школярів.
18 червня 2012 року було створено канал MicroPrikol (нині — «Андрій Ніфьодов»). Першим форматом цього каналу стало шоу в форматі скетчів під назвою «Типовий задрот». Пізніше на каналі стали виходити відео в форматі летсплей.
8 жовтня 2012 року було створено окремий канал для летсплеїв NifedowPLAY. 19 жовтня 2012 року на каналі MicroPrikol вийшло відео, в якому Ніфьодов пояснив своє рішення перенести ігровий контент на новий канал тим, що з'явилися «деякі фінансові проблеми», а канал MicroPrikol перекваліфікував в канал для блогів і розмовних відео.
19 жовтня 2012 був закритий перший канал Ніфьодова на YouTube subwayminder. На каналі вийшла відповідна відео, в якому Андрій закликав підписатися на канал MicroPrikol.
31 травня 2014 року на фестивалі ВІДЕОPEOPLE отримав золоту кнопку YouTube за досягнення планки в один мільйон передплатників на каналі OmskoeTV.
15 листопада 2014 року основний канал OmskoeTV зазнав блокування за порушення принципів спільноти YouTube. Пізніше було розблоковано, назва шоу «Школоблогери» було змінено на «Школа Бе», всі старі ролики на каналі були видалені, а нові стали менш жорсткими. Водночас канал MicroPrikol змінив назву на «Андрій Ніфьодов».
У 2015 році на фестивалі ВІДЕОPEOPLE отримав золоту кнопку YouTube за досягнення планки в один мільйон передплатників на каналі «Андрій Ніфьодов».
7 квітня 2016 року було створено канал під назвою «Затишний сімейний канал». Спочатку на ньому виходили відеоролики про будівництво будинку, пізніше — сімейні блоги з його нинішньою дружиною Іриною.

## Санкції
Потрапив під санкції Швейцарії за підтримку путінського режиму та війни Росії проти України.

## Нагороди та премії
| Рік  | Премія              | Категорія, робота            | Результат |
| ---- | ------------------- | ---------------------------- | --------- |
| 2013 | Медіа премія Рунету | Найкращий відеоблогер Рунету | Перемога  |